# Hilmar Pétursson
Hilmar Pétursson (* 26. April 2000) ist ein isländischer Basketballspieler.

## Werdegang
Hilmar Pétursson durchlief die Jugendabteilung des Vereins Haukar Hafnarfjörður. Im Spieljahr 2016/17 stand er in Diensten von Hamar Körfubolti, dort übte zu dieser Zeit sein Vater Pétur Ingvarsson das Traineramt aus.
Im Sommer 2017 schloss sich Hilmar Pétursson Keflavík ÍF an. Ende Januar 2018 kehrte er zu Haukar zurück, nachdem seine Einsatzzeit bei Keflavík zurückgegangen war.
Zum Spieljahr 2018/19 wechselte er zu Ungmennafélagið Breiðablik, wo sein Vater Pétur Ingvarsson als Trainer beschäftigt war. 2020 ging Hilmar Pétursson abermals zu seinem Heimatverein Haukar zurück.
Nach einem weiteren Abstecher zu Breiðablik nahm er ein Angebot aus dem Ausland an: Hilmar Pétursson wurde in der Sommerpause 2022 vom deutschen Zweitligaaufsteiger UBC Münster unter Vertrag genommen. Er ging 2024 in sein Heimatland zurück, um sein Studium fortzusetzen und wieder für Keflavík ÍF zu spielen.

### Nationalmannschaft
Hilmar Pétursson war isländischer Jugendnationalspieler, nahm an B-Europameisterschaften der Altersklassen U16, U18 und U20 teil. Im August 2022 wurde er erstmals in die A-Nationalmannschaft berufen.